# عبد الصاحب الدجيلي
عبد الصاحب عمران الدجيلي الخزرجي (1912 - 13 يناير 1995) كاتب وشاعر عراقي. ولد في مدينة النجف ونشأ بها وقرأ المقدمات وعلوم العربية من نحو وصرف وبلاغة على أساتذة عصره. اشتغل معلمًا في بعض مدارس مدينة النجف من 1937 إلى 1967، ثم عكف على تأليف وتحقيق الكتب. تعرض للاعتقال عام 1936 بسبب مواقفه السياسية. ظل يواصل نشاطه السياسي والثقافي حتى وفاته مقتولاً على «يد جماعة من اللصوص» في حديقة داره. له شعراء العصور وشعراء العراق والشعوبية وأدوارها التاريخية في العالم العربي و ديوانه أنسام وأعاصير.

## سيرته
ولد عبد الصاحب بن عمران بن موسى بن علي بن عبد الله الدجيلي في النجف سنة 1331 هـ/ 1912 م وأخذ بعض علومه الأولية عن أبيه وغيرهم من علماء عصره ثم اهتم بالتأليف والأدب والتاريخ فثقف نفسه ذاتيًا بالاطلاع والقراءة. مارس مهنة التعليم من 1937 حتى أحيل إلى التقاعد سنة 1967. عرف باتجاهه العربي ومعاداته للحركات الشعوبية، عكس نشاطه السياسي نزوعه القومي فدعا إليه ودافع عنه. وكان ينظم الشعر وهو شاعر قومي عايش أحداث زمانه بحضور فني مؤثر ونوّع القوافي في بعض قصائده. تعددت معانيه وموضوعاته وعكست حدة وعيه بقضايا وهموم عصره. فلاحق الدعوات الانفصالية والشعوبية، وحذر من المد الشيوعي وسمّاه المد الرهيب. دعا إلى حرية الرأي وسيادة العدل ومحاربة الطغيان.

توفي في النجف خنقاً «من بعض اللصوص» في داره يوم 12 شعبان 1415 هـ/ 13 يناير 1995 ودفن بها.
== مؤلفاته ==
- شعراء العصور ثلاثة أجزاء، 1935
- شعراء العراق، 1938.
- أعلام العرب في العلوم والفنون وغيرها، ثلاثة أجزاء، 1954.
- الشعوبية وأدوارها التاريخية في العالم العربي (أو الشعوبية وأدوارها التاريخية في البلاد العربية) 1960.
- ديوان دعبل الخزاعي، تحقيق، 1962.
- أنسام وأعاصير، ديوانه، 1964.

وله عدد كبير من القصائد المنشورة في صحف ومجلات عصره.